# Poasco
Poasco (Poasch in dialetto milanese, AFI: [puˈ(w)ask]) è una frazione di San Donato Milanese situata ad ovest del centro abitato all'interno del Parco Agricolo Sud Milano, e conta circa 4 000 abitanti. Della frazione fa parte anche Sorigherio, ma gli abitanti del luogo tendono ad identificare l'intero paese come "Poasco".

## Storia
Il piccolo borgo agricolo di Poasco fu nominato per la prima volta nel 1346. Nell'ambito della suddivisione del territorio milanese in pievi, Poasco apparteneva alla Pieve di San Donato.
Il territorio comunale comprendeva la frazione di Sorigherio, e confinava con Chiaravalle a nord, Sesto Ulteriano ad est, Opera a sud e Macconago ad ovest. Al censimento del 1751 la località fece contare 130 abitanti.
In età napoleonica, dal 1808 al 1816, Poasco fu aggregata per la prima volta a Milano, recuperando l'autonomia con la costituzione del Regno Lombardo-Veneto. A quel tempo il villaggio aveva 258 residenti.
Il 17 gennaio 1841 Poasco fu aggregata al comune di Chiaravalle, a sua volta annesso a Milano nel 1923.
Il distacco dal capoluogo meneghino fu il frutto delle polemiche conseguenti alla rettifica nel 1925 della linea di confine fra Milano e San Donato in senso favorevole alla prima città. Per spegnere le rimostranze sandonatesi, nel 1932 il regime fascista decise di scorporare Poasco e Sorigherio dal comune di Milano e assegnarle a San Donato Milanese a titolo di compensazione.

## Monumenti e luoghi d’interesse

### Architetture religiose
La Chiesa di Santa Maria Assunta è sede di una parrocchia pluri-centenaria.

## Infrastrutture e trasporti

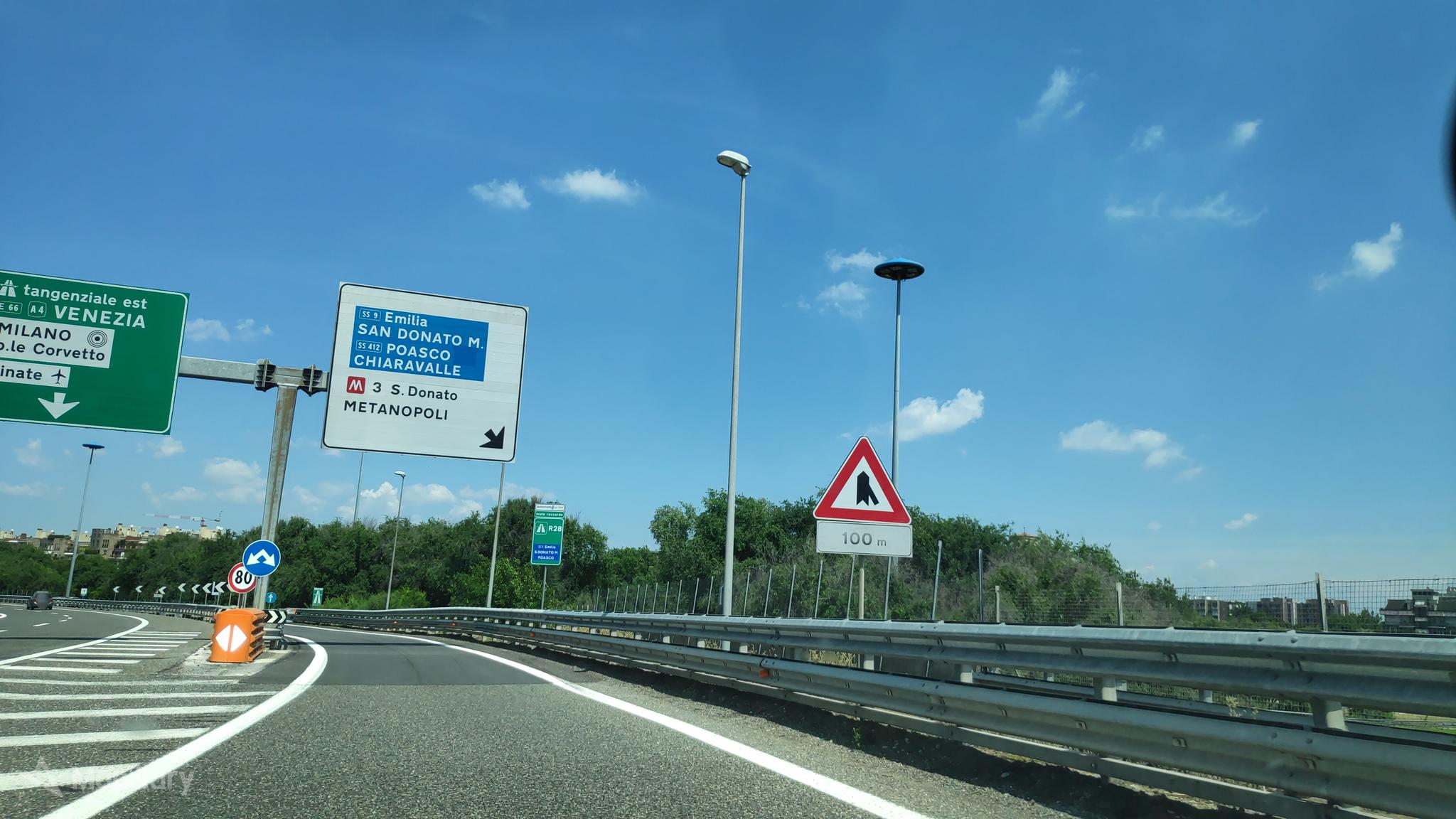
Uscita Tangenziale est Metanopoli - Poasco - San Donato Milanese

Data la natura rurale e la bassa urbanizzazione dell'area, Poasco non è attualmente servito da linee metropolitane o ferroviarie, nonostante l'abitato sia attraversato dal lambito della ferrovia Milano-Genova.
La frazione è collegata al resto del comune di San Donato Milanese e con i comuni limitrofi da linee di autobus urbani gestiti da ATM e Autoguidovie, compresi nel sistema tariffario di bacino (STIBM).
Nel 2016 fu annunciato che Poasco avrebbe potuto essere servita da una nuova stazione, lungo la tratta dei treni Suburbani S2 e S13 di Trenord, in base al Programma Regionale della Mobilità e Trasporti (PRMT) 2015/2020 , ma i lavori previsti di quadruplicamento della linea Milano-Genova nel tratto Pieve Emanuele-Pavia che erano propedeutici alla definizione del perimetro stazione, non sono neanche iniziati.